# Ursinia paradoxa
Ursinia paradoxa là một loài thực vật có hoa trong họ Cúc. Loài này được (L.) Gaertn. miêu tả khoa học đầu tiên năm 1791.